# Keith, Skottland
Keith är en ort i Storbritannien.   Den ligger i kommunen Moray och riksdelen Skottland, i den norra delen av landet, 700 km norr om huvudstaden London. Keith ligger 152 meter över havet och antalet invånare är 4 396.
Terrängen runt Keith är platt åt nordost, men åt sydväst är den kuperad. Runt Keith är det glesbefolkat, med 17 invånare per kvadratkilometer. Närmaste större samhälle är Buckie, 15,5 km norr om Keith. Trakten runt Keith består i huvudsak av gräsmarker.